# Tessalo
Tessalo (in greco antico: Θεσσαλός?, Thessalòs; V secolo a.C. – IV secolo a.C.) è stato un medico greco antico, figlio di Ippocrate e uno dei suoi allievi.

## Biografia
Era fratello di Dracone I e padre di tre figli: Gorgia, Ippocrate III e Dracone II. Si sa che lavorò per un lungo periodo alla corte di Archelao I di Macedonia (che regnò dal 413-399 a.C.) e grazie a questo si è potuto risalire al periodo in cui è vissuto. Fu uno dei fondatori della Scuola dogmatica della medicina ed è più volte apprezzato da Galeno, che lo ritiene il più eminente tra i figli di Ippocrate e sostiene che lui ha sempre tenuto fede alle dottrine di suo padre, senza mai modificarle. Non c'è alcun dubbio sul fatto che, quando è stato costretto ad eseguire il difficile compito di preparare gli scritti di Ippocrate per la pubblicazione dopo la sua morte, ha inserito delle aggiunte che derivavano dalla sua esperienza personale, che però non erano sempre degne di entrare in uno scritto di Ippocrate. Più volte è stato anche supposto da alcuni degli antichi scrittori che Tessalo sia l'autore di alcune delle opere che fanno parte della collezione ippocratica e che le avrebbe ultimate utilizzando gli appunti lasciati dal padre .
Una delle lettere "apocrife" attribuite a Ippocrate è rivolta a Tessalo e contiene un'orazione, detta Presbeutikos, presumibilmente pronunciata da Tessalo agli Ateniesi, in cui li implora di non continuare la guerra contro Cos, suo paese natale. Questa lettera però non è considerata autentica. Esiste un epitaffio di Tessalo nell'Antologia greca, inoltre il suo nome si trova in molti passi degli scritti di Galeno, soprattutto in riferimento alla paternità di diversi libri come il De Morbis popularibus ("Sulle malattie del popolo")